# UEFA Europa League slutspil 2016-17
UEFA Europa League 2016-17 Slutspillet starter den 16. februar og slutter den 24. maj 2017 med finalen i Friends Arena, Solna. Tilsammen 32 hold konkurrerer i slutspillet.

## Runder og tidspunkt for lodtrækning
Tidsplanen for turneringen er som vist i skemaet nedenfor (alle lodtrækninger afholdes i UEFA hovedkvarteret i Nyon, Schweiz, hvis ikke andet er angivet).
| Runde                | Tidspunkt for lodtrækning | Første kamp                         | Returkamp                           |
| -------------------- | ------------------------- | ----------------------------------- | ----------------------------------- |
| Sekstendedelsfinaler | 12. december 2016, 13:00  | 16. februar 2017                    | 23 februar 2017                     |
| Ottendedelsfinaler   | 24. februar 2017, 13:00   | 9. marts 2017                       | 16. marts 2017                      |
| Kvartfinaler         | 17. marts 2017, 13:00     | 13. april 2017                      | 20. april 2017                      |
| Semifinaler          | 21 April 2017             | 4. maj 2017                         | 11. maj 2017                        |
| Finale               | 21 April 2017             | 24. maj 2017 i Friends Arena, Solna | 24. maj 2017 i Friends Arena, Solna |

## Format
Slutspillet involverer 32 hold: De 24 hold, som kvalificerede sig som vindere og toere i hver enkelt af de tolv grupper i gruppespillet, og de otte hold som endte på en tredjeplads i Champions League gruppespillet.

## Sekstendedelsfinaler
Lodtrækningen blev afholdt den 12. december 2016. De første kampe blev spillet den 16. februar, og returkampene blev spillet den 23. februar 2017.

### Sammendrag
| Hold 1                   | Samlet  | Hold 2                | 1. kamp | 2. kamp   |
| ------------------------ | ------- | --------------------- | ------- | --------- |
| Athletic Bilbao          | 3–4     | APOEL                 | 3–2     | 0–2       |
| Legia Warszawa           | 0–1     | Ajax                  | 0–0     | 0–1       |
| Anderlecht               | 3–3 (u) | Zenit Skt. Petersborg | 2–0     | 1–3       |
| Astra Giurgiu            | 2–3     | Genk                  | 2–2     | 0–1       |
| Manchester United        | 4–0     | Saint-Étienne         | 3–0     | 1–0       |
| Villarreal               | 1–4     | Roma                  | 0–4     | 1–0       |
| Ludogorets Razgrad       | 1–2     | København             | 1–2     | 0–0       |
| Celta Vigo               | 2–1     | Shakhtar Donetsk      | 0–1     | 2–0 (efs) |
| Olympiakos               | 3–0     | Osmanlıspor           | 0–0     | 3–0       |
| Gent                     | 3–2     | Tottenham Hotspur     | 1–0     | 2–2       |
| Rostov                   | 5–1     | Sparta Prag           | 4–0     | 1–1       |
| Krasnodar                | 2–1     | Fenerbahçe            | 1–0     | 1–1       |
| Borussia Mönchengladbach | 4–3     | Fiorentina            | 0–1     | 4–2       |
| AZ                       | 2–11    | Lyon                  | 1–4     | 1–7       |
| Hapoel Be'er Sheva       | 2–5     | Beşiktaş              | 1–3     | 1–2       |
| PAOK                     | 1–4     | Schalke 04            | 0–3     | 1–1       |

### Kampe
| 16. februar 2017 21:05 |

| Athletic Bilbao                                | 3–2     | APOEL                          |
| ---------------------------------------------- | ------- | ------------------------------ |
| - Merkis 38' (sm.) - Aduriz 61' - Williams 72' | Rapport | - Efrem 36' - Gianniotas 89' · |

| San Mamés, Bilbao Tilskuere: 32,675 Dommer: Jonas Eriksson (Sverige) |

| 23. februar 2017 19:00 |

| APOEL                                  | 2–0     | Athletic Bilbao |
| -------------------------------------- | ------- | --------------- |
| - Sotiriou 46' - Gianniotas 54' (str.) | Rapport |                 |

| GSP Stadium, Nicosia Tilskuere: 15,275 Dommer: Vladislav Bezborodov (Rusland) |

APOEL vandt 4–3 sammenlagt.
| 16. februar 2017 21:05 |

| Legia Warszawa | 0–0     | Ajax |
| -------------- | ------- | ---- |
|                | Rapport |      |

| Polish Army Stadium, Warszawa Tilskuere: 28,742 Dommer: David Fernández Borbalán (Spanien) |

| 23. februar 2017 19:00 |

| Ajax          | 1–0     | Legia Warszawa |
| ------------- | ------- | -------------- |
| Viergever 49' | Rapport |                |

| Amsterdam Arena, Amsterdam Tilskuere: 52.285 Dommer: Anthony Taylor (England) |

Ajax vandt 1–0 sammenlagt.
| 16. februar 2017 21:05 |

| Anderlecht         | 2–0     | Zenit Skt. Petersborg |
| ------------------ | ------- | --------------------- |
| Acheampong 5', 31' | Rapport |                       |

| Constant Vanden Stock Stadium, Anderlecht Tilskuere: 13,415 Dommer: Michael Oliver (England) |

| 23. februar 2017 19:00 |

| Zenit Skt. Petersborg            | 3–1     | Anderlecht         |
| -------------------------------- | ------- | ------------------ |
| - Giuliano 24', 78' - Dzyuba 72' | Rapport | Kiese Thelin 90' · |

| Petrovsky Stadium, Saint Petersburg Tilskuere: 17.992 Dommer: Anastasios Sidiropoulos (Grækenland) |

3–3 sammenlagt. Anderlecht vandt på udebanemål.
| 16. februar 2017 19:00 |

| Astra Giurgiu            | 2–2     | Genk                            |
| ------------------------ | ------- | ------------------------------- |
| - Budescu 43' - Seto 90' | Rapport | - Castagne 25' - Trossard 83' · |

| Stadionul Marin Anastasovici, Giurgiu Tilskuere: 3,775 Dommer: Svein Oddvar Moen (Norge) |

| 23. februar 2017 21:05 |

| Genk        | 1–0     | Astra Giurgiu |
| ----------- | ------- | ------------- |
| Pozuelo 67' | Rapport |               |

| Luminus Arena, Genk Tilskuere: 8,804 Dommer: Serdar Gözübüyük (Holland) |

Genk vandt 3–2 sammenlagt.
| 16. februar 2017 21:05 |

| Manchester United                | 3–0     | Saint-Étienne |
| -------------------------------- | ------- | ------------- |
| Ibrahimović 15', 75', 88' (str.) | Rapport |               |

| Old Trafford, Manchester Tilskuere: 67,192 Dommer: Pavel Královec (Tjekkiet) |

| 22. februar 2017 18:00 |

| Saint-Étienne | 0–1     | Manchester United |
| ------------- | ------- | ----------------- |
|               | Rapport | Mkhitaryan 17' ·  |

| Stade Geoffroy-Guichard, Saint-Étienne Tilskuere: 41,492 Dommer: Deniz Aytekin (Tyskland) |

Manchester United vandt 4–0 sammenlagt.
| 16. februar 2017 21:05 |

| Villarreal | 0–4     | Roma                                  |
| ---------- | ------- | ------------------------------------- |
|            | Rapport | - Emerson 32' - Džeko 65', 79', 86' · |

| Estadio de la Cerámica, Villarreal Tilskuere: 17,960 Dommer: Danny Makkelie (Holland) |

| 23. februar 2017 19:00 |

| Roma | 0–1     | Villarreal  |
| ---- | ------- | ----------- |
|      | Rapport | Borré 15' · |

| Stadio Olimpico, Rom Tilskuere: 19,495 Dommer: Felix Zwayer (Tyskland) |

Roma vandt 4–1 sammenlagt.
| 16. februar 2017 19:00 |

| Ludogorets Razgrad | 1–2     | København                         |
| ------------------ | ------- | --------------------------------- |
| Keșerü 81'         | Rapport | - Anicet 2' (sm.) - Toutouh 53' · |

| Vasil Levski National Stadium, Sofia Tilskuere: 14,500 Dommer: Ivan Bebek (Kroatien) |

| 23. februar 2017 21:05 |

| København | 0–0     | Ludogorets Razgrad |
| --------- | ------- | ------------------ |
|           | Rapport |                    |

| Parken Stadium, København Tilskuere: 17,064 Dommer: Miroslav Zelinka (Tjekkiet) |

København vandt 2–1 sammenlagt.
| 16. februar 2017 19:00 |

| Celta Vigo | 0–1     | Shakhtar Donetsk |
| ---------- | ------- | ---------------- |
|            | Rapport | Leschuk 27' ·    |

| Balaídos, Vigo Tilskuere: 18,318 Dommer: Gediminas Mažeika (Lithuaen) |

| 23. februar 2017 21:05 |

| Shakhtar Donetsk | 0–2     | Celta Vigo                           |
| ---------------- | ------- | ------------------------------------ |
|                  | Rapport | - Aspas 90+1' (str.) - Cabral 108' · |

| Metalist Stadium, Kharkiv Tilskuere: 33,117 Dommer: Slavko Vinčić (Slovenien) |

Celta Vigo vandt 2–1 sammenlagt.
| 16. februar 2017 19:00 |

| Olympiakos | 0–0     | Osmanlıspor |
| ---------- | ------- | ----------- |
|            | Rapport |             |

| Karaiskakis Stadium, Piraeus Tilskuere: 24.478 Dommer: Ruddy Buquet (Frankrig) |

| 23. februar 2017 17:00 |

| Osmanlıspor | 0–3     | Olympiakos                                |
| ----------- | ------- | ----------------------------------------- |
|             | Rapport | - Ansarifard 47', 86' - Elyounoussi 70' · |

| Osmanlı Stadyumu, Ankara Tilskuere: 17,500 Dommer: István Vad (Ungarn) |

Olympiacos vandt 3–0 sammenlagt.
| 16. februar 2017 19:00 |

| Gent       | 1–0     | Tottenham Hotspur |
| ---------- | ------- | ----------------- |
| Perbet 59' | Rapport |                   |

| Ghelamco Arena, Ghent Tilskuere: 19,267 Dommer: Benoît Bastien (Frankrig) |

| 23. februar 2017 21:05 |

| Tottenham Hotspur           | 2–2     | Gent                            |
| --------------------------- | ------- | ------------------------------- |
| - Eriksen 10' - Wanyama 61' | Rapport | - Kane 20' (sm.) - Perbet 82' · |

| Wembley Stadium, London Tilskuere: 80,465 Dommer: Jorge Sousa (Portugal) |

Gent vandt 3–2 sammenlagt.
| 16. februar 2017 19:00 |

| Rostov                                            | 4–0     | Sparta Prag |
| ------------------------------------------------- | ------- | ----------- |
| - Mevlja 15' - Poloz 38' - Noboa 40' - Azmoun 68' | Rapport |             |

| Olimp-2, Rostov-on-Don Tilskuere: 6,160 Dommer: Bas Nijhuis (Holland) |

| 23. februar 2017 21:05 |

| Sparta Prag   | 1–1     | Rostov      |
| ------------- | ------- | ----------- |
| Karavayev 84' | Rapport | Poloz 13' · |

| Generali Arena, Prag Tilskuere: 13.413 Dommer: Hüseyin Göçek (Tyrkiet) |

Rostov vandt 5–1 sammenlagt.
| 16. februar 2017 17:00 |

| Krasnodar   | 1–0     | Fenerbahçe |
| ----------- | ------- | ---------- |
| Claesson 4' | Rapport |            |

| Krasnodar Stadium, Krasnodar Tilskuere: 32,460 Dommer: Ivan Kružliak (Slovakiet) |

| 22. februar 2017 18:00 |

| Fenerbahçe | 1–1     | Krasnodar   |
| ---------- | ------- | ----------- |
| Souza 41'  | Rapport | Smolov 7' · |

| Şükrü Saracoğlu Stadium, Istanbul Tilskuere: 21,788 Dommer: Paweł Raczkowski (Polen) |

Krasnodar vandt 2–1 sammenlagt.
| 16. februar 2017 19:00 |

| Borussia Mönchengladbach | 0–1     | Fiorentina         |
| ------------------------ | ------- | ------------------ |
|                          | Rapport | Bernardeschi 44' · |

| Borussia-Park, Mönchengladbach Tilskuere: 41.863 Dommer: Jesús Gil Manzano (Spanien) |

| 23. februar 2017 21:05 |

| Fiorentina                 | 2–4     | Borussia Mönchengladbach                          |
| -------------------------- | ------- | ------------------------------------------------- |
| - Kalinić 16' - Valero 29' | Rapport | - Stindl 44' (str.), 47', 55' - Christensen 60' · |

| Stadio Artemio Franchi, Florence Tilskuere: 24.712 Dommer: Artur Soares Dias (Portugal) |

Borussia Mönchengladbach vandt 4–3 sammenlagt.
| 16. februar 2017 19:00 |

| AZ                     | 1–4     | Lyon                                                 |
| ---------------------- | ------- | ---------------------------------------------------- |
| Jahanbakhsh 68' (str.) | Rapport | - Tousart 26' - Lacazette 45+2', 57' - Ferri 90+5' · |

| AFAS Stadion, Alkmaar Tilskuere: 16.098 Dommer: Bobby Madden (Skotland) |

| 23. februar 2017 21:05 |

| Lyon                                                                      | 7–1     | AZ           |
| ------------------------------------------------------------------------- | ------- | ------------ |
| - Fekir 5', 27', 78' - Cornet 17' - Darder 34' - Aouar 87' - Diakhaby 89' | Rapport | Garcia 26' · |

| Parc Olympique Lyonnais, Décines-Charpieu Tilskuere: 25,743 Dommer: Aleksei Kulbakov (Hviserusland) |

Lyon vandt 11–2 sammenlagt.
| 16. februar 2017 21:05 |

| Hapoel Be'er Sheva | 1–3     | Beşiktaş                                            |
| ------------------ | ------- | --------------------------------------------------- |
| Barda 44'          | Rapport | - Soares 42' (sm.) - Tosun 60' - Hutchinson 90+3' · |

| Turner Stadium, Beersheba Tilskuere: 15,347 Dommer: Martin Atkinson (England) |

| 23. februar 2017 19:00 |

| Beşiktaş                    | 2–1     | Hapoel Be'er Sheva |
| --------------------------- | ------- | ------------------ |
| - Aboubakar 17' - Tosun 87' | Rapport | Nwakaeme 64' ·     |

| Vodafone Arena, Istanbul Tilskuere: 27,892 Dommer: Matej Jug (Slovenien) |

Beşiktaş vandt 5–2 sammenlagt.
| 16. februar 2017 21:05 |

| PAOK | 0–3     | Schalke 04                                      |
| ---- | ------- | ----------------------------------------------- |
|      | Rapport | - Burgstaller 27' - Meyer 81' - Huntelaar 89' · |

| Toumba Stadium, Thessaloniki Tilskuere: 25,593 Dommer: Xavier Estrada Fernández (Spanien) |

| 22. februar 2017 18:00 |

| Schalke 04 | 1–1     | PAOK                 |
| ---------- | ------- | -------------------- |
| Schöpf 23' | Rapport | Nastasić 25' (sm.) · |

| Veltins-Arena, Gelsenkirchen Tilskuere: 50,619 Dommer: Luca Banti (Italien) |

Schalke 04 vandt 4–1 sammenlagt.

## Ottendedelsfinaler
Lodtrækningen blev afholdt den 24. februar 2017. De første kampe blev spillet den 9. marts, returkampene blev spillet den 16. marts 2017.

### Sammendrag
| Hold 1     | Samlet  | Hold 2                   | 1. kamp | 2. kamp |
| ---------- | ------- | ------------------------ | ------- | ------- |
| Celta Vigo | 4–1     | Krasnodar                | 2–1     | 2–0     |
| APOEL      | 0–2     | Anderlecht               | 0–1     | 0–1     |
| Schalke 04 | 3–3 (u) | Borussia Mönchengladbach | 1–1     | 2–2     |
| Lyon       | 5–4     | Roma                     | 4–2     | 1–2     |
| Rostov     | 1–2     | Manchester United        | 1–1     | 0–1     |
| Olympiakos | 2–5     | Beşiktaş                 | 1–1     | 1–4     |
| Gent       | 3–6     | Genk                     | 2–5     | 1–1     |
| København  | 2–3     | Ajax                     | 2–1     | 0–2     |

## Kvartfinaler
Lodtrækningen blev afholdt den 17. marts 2017. De første kampe blev spillet den 13. april, og returkampene blev spillet den 20. april 2017.

### Sammendrag
| Hold 1     | Samlet      | Hold 2            | 1. kamp | 2. kamp   |
| ---------- | ----------- | ----------------- | ------- | --------- |
| Anderlecht | 2–3         | Manchester United | 1–1     | 1–2 (efs) |
| Celta Vigo | 4–3         | Genk              | 3–2     | 1–1       |
| Ajax       | 4–3         | Schalke 04        | 2–0     | 2–3 (efs) |
| Lyon       | 3–3 (7–6 p) | Beşiktaş          | 2–1     | 1–2 (efs) |

## Semifinaler
Lodtrækningen blev afholdt den 21. april 2017. De første kampe blev spillet den 4. maj, og returkampene blev spillet den 11. maj 2017.

### Sammendrag
| Hold 1     | Samlet | Hold 2            | 1. kamp | 2. kamp |
| ---------- | ------ | ----------------- | ------- | ------- |
| Ajax       | 5–4    | Lyon              | 4–1     | 1–3     |
| Celta Vigo | 1–2    | Manchester United | 0–1     | 1–1     |

### Kampe
| 3. maj 2017 18:45 |

| Ajax                                         | 4–1     | Lyon           |
| -------------------------------------------- | ------- | -------------- |
| - Traoré 25', 71' - Dolberg 34' - Younes 49' | Rapport | Valbuena 66' · |

| Amsterdam Arena, Amsterdam Tilskuere: 52,141 Dommer: Gianluca Rocchi (Italien) |

| 11. maj 2017 21:05 |

| Lyon                                        | 3–1     | Ajax          |
| ------------------------------------------- | ------- | ------------- |
| - Lacazette 45' (str.), 45+1' - Ghezzal 81' | Rapport | Dolberg 27' · |

| Parc Olympique Lyonnais, Décines-Charpieu Tilskuere: 53,810 Dommer: Szymon Marciniak (Polen) |

Ajax won 5–4 on aggregate.
| 4. maj 2017 21:05 |

| Celta Vigo | 0–1     | Manchester United |
| ---------- | ------- | ----------------- |
|            | Rapport | Rashford 67' ·    |

| Balaídos, Vigo Tilskuere: 26.202 Dommer: Sergei Karasev (Rusland) |

| 11. maj 2017 21:05 |

| Manchester United | 1–1     | Celta Vigo      |
| ----------------- | ------- | --------------- |
| Fellaini 17'      | Rapport | Roncaglia 85' · |

| Old Trafford, Manchester Tilskuere: 75.138 Dommer: Ovidiu Hațegan (Rumænien) |

Manchester United vandt 2–1 sammenlagt.

## Finale
Finalen spilles den 24. maj 2017 i Friends Arena i Solna, Sverige. "Hjemmeholdet" (af administrative årsager) afgøres ved en ekstra lodtrækning, der afholdes efter seminiale-lodtrækningen.
| 24. maj 2017 20:45 CEST |

| Ajax | 0–2     | Manchester United            |
| ---- | ------- | ---------------------------- |
|      | Rapport | 18' Pogba · 48' Mkhitaryan · |

| Friends Arena, Solna Tilskuere: 46.961 Dommer: Damir Skomina (Slovenien) |